# 武青南路站
武青南路站是位于中国四川省成都市武侯区成都地铁3号线和成都地铁9号线的一座车站，于2018年12月26日随3号线开通启用，9号线于2020年12月18日开通。

## 车站结构
武青南路站是一个地下岛式站台车站。
| 地面      |                                    | 出入口                                 |  |
| 地下 一层 | 站厅层                             | 安检、售票机、站内商店                 |  |
| 地下 二层 |                                    | 3号线列车往成都医学院方向 （武侯立交） |  |
| 地下 二层 | 岛式站台，左边车门将会开启         |                                        |  |
| 地下 二层 | 3号线列车往双流西站方向 （双凤桥） |                                        |  |
| 地下 三层 |                                    | 9号线列车往黄田坝方向 （机投桥）       |  |
| 地下 三层 | 岛式站台，左边车门将会开启         |                                        |  |
| 地下 三层 | 9号线列车往金融城东方向 （簇桥）   |                                        |  |

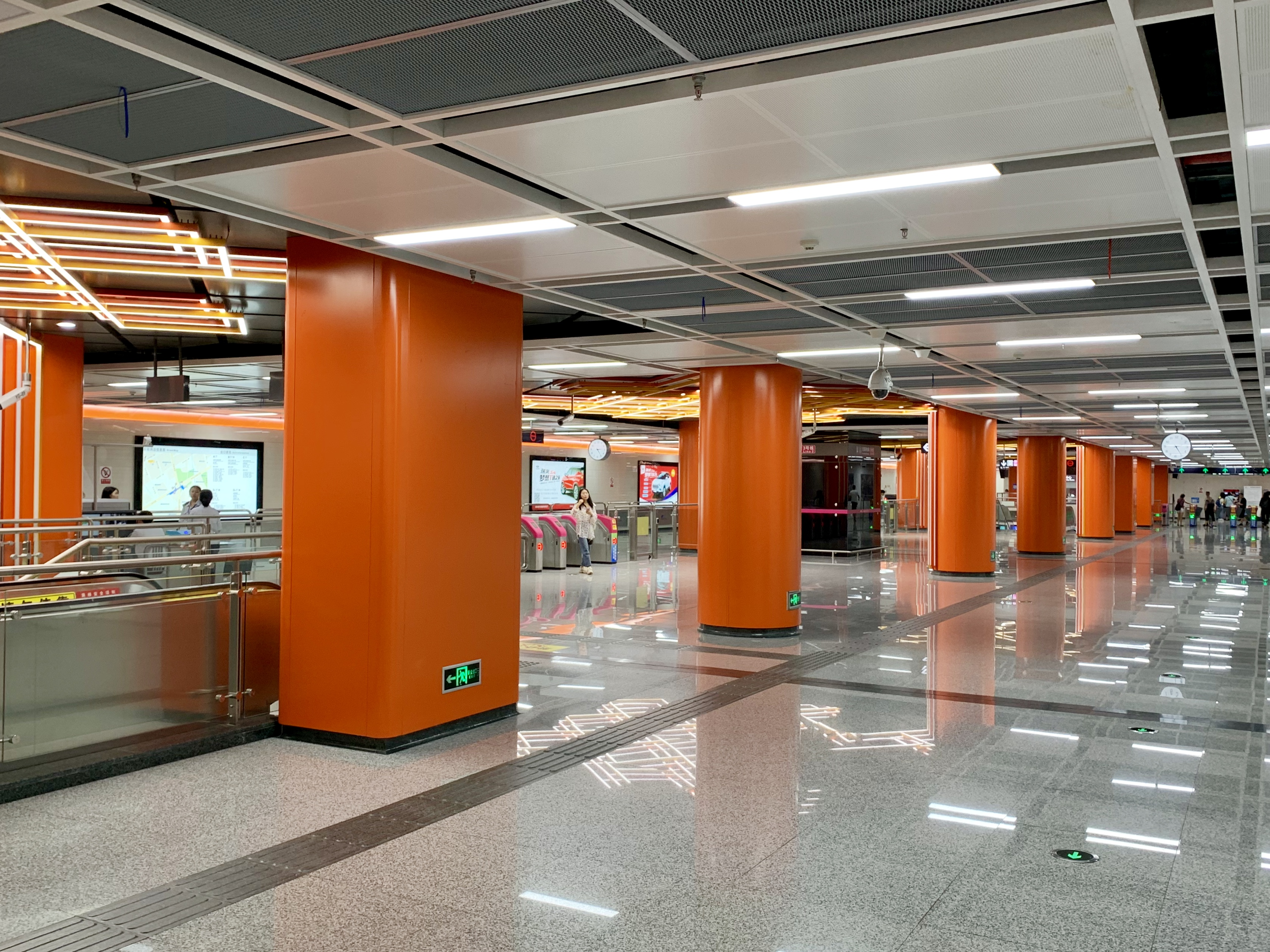
3号线站厅层
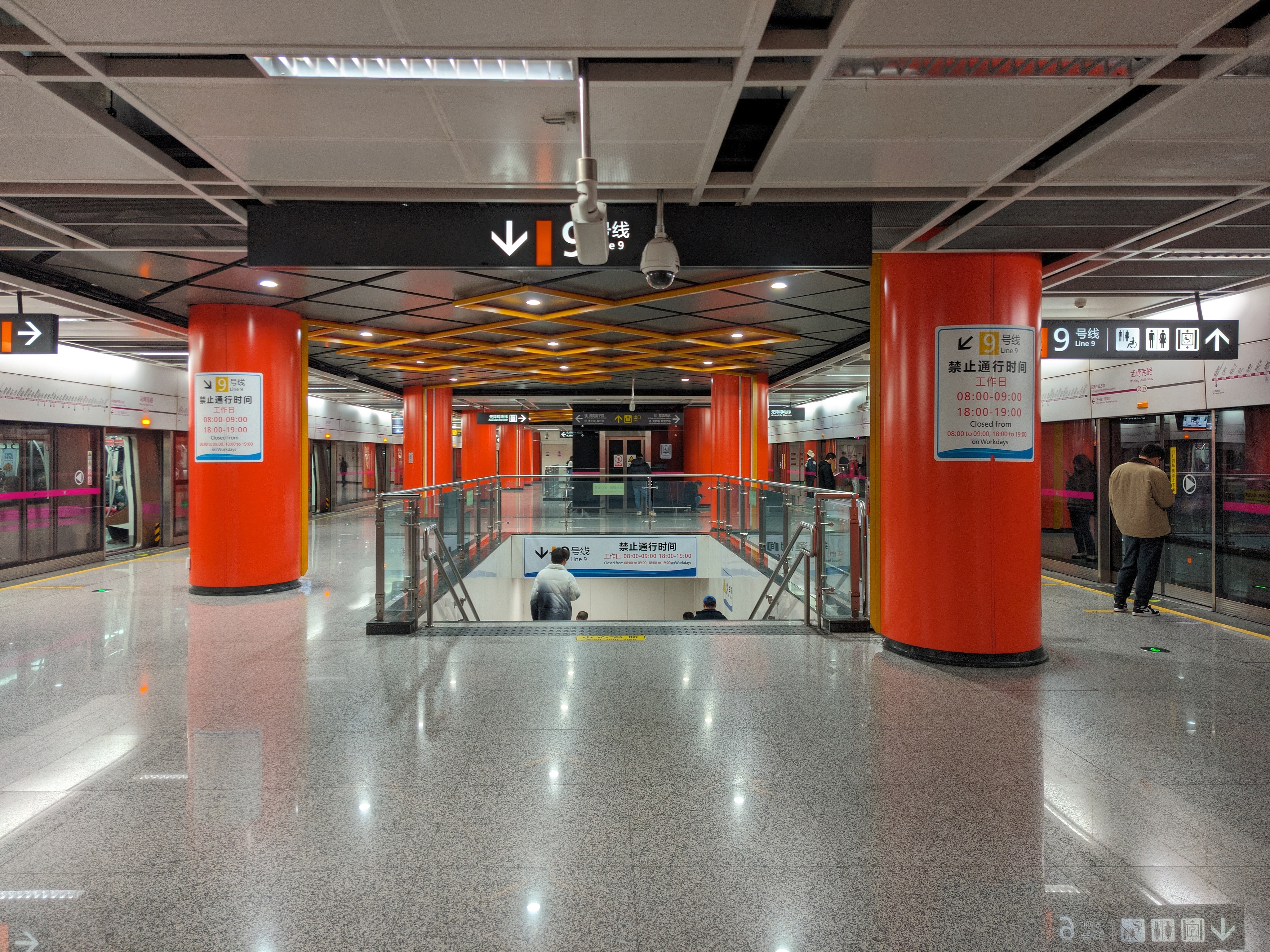
3号线站台层
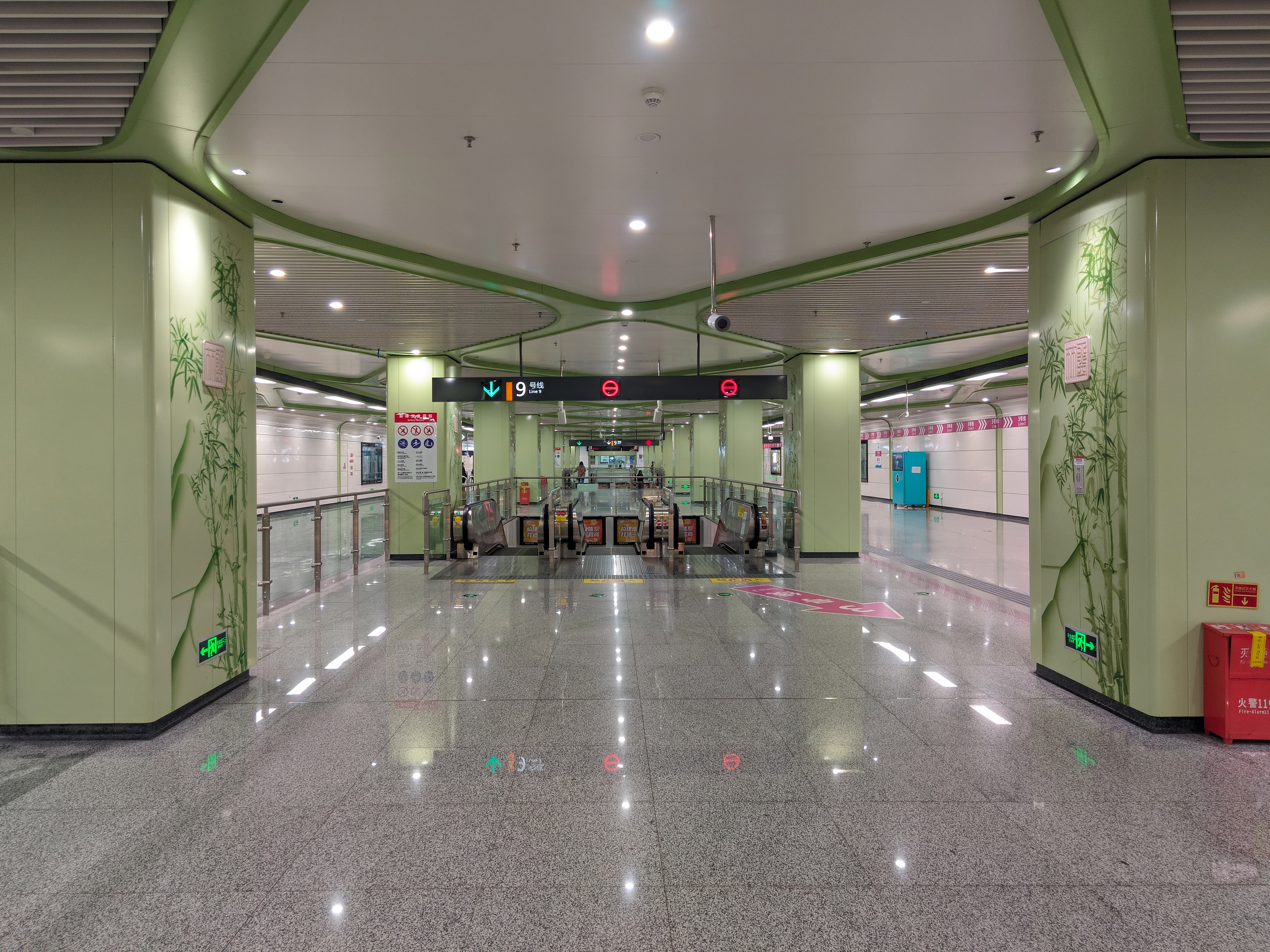
9号线站厅层
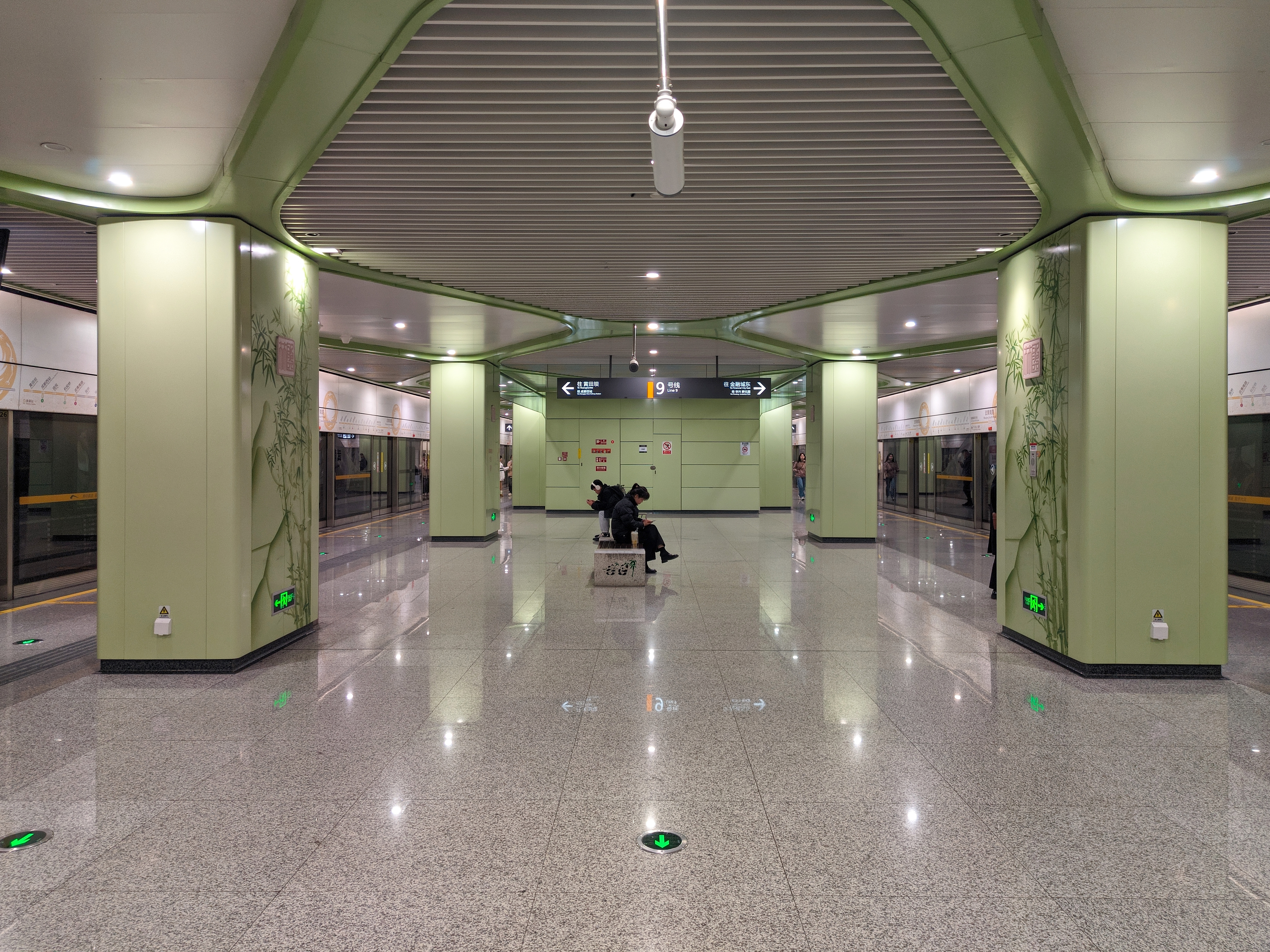
9号线站台层

## 出入口
本站目前开放7个出入口。
|              |                         |                                              |      |
|              |                         |                                              |      |
| 出口编号     | 设施                    | 出口指示                                     | 照片 |
|              |                         | 武兴路、武侯大道铁佛段                       |      |
| 出口 · B     | 无障碍电梯              | 武兴路、武侯大道顺江段                       |      |
| 出口 · C     |                         | 武侯大道顺江段、武青南路、武科东一路         |      |
| 出口 · D · 1 | 无障碍卫生间 哺乳室     | 武兴路、武兴四路                             |      |
| 出口 · D · 2 | 无障碍卫生间 哺乳室     | 武青南路、武科西一路                         |      |
| 出口 · E     | 无障碍电梯 无障碍卫生间 | 武侯大道铁佛段、来凤五街、来凤四路、来凤三路 |      |
| 出口 · F     |                         | 武侯大道铁佛段、兆景路、万兴路               |      |

## 大事记
- 2018年11月7日，成都地铁3号线武青南路站至机投桥站区间左线盾构顺利到达中间风井，标志武青南路至中间风亭双线顺利贯通[1]。
- 2018年12月26日，本站随3号线开通启用。
- 2020年12月18日，9号线开通。